# Joseph Gärtner
Joseph Gärtner, también escrito Joseph Gaertner (Calw, Baden-Wurtemberg, Alemania, 12 de marzo de 1732 - Tübingen, Baden-Wurtemberg, 14 de julio de 1791), fue un médico, micólogo y botánico alemán.

## Biografía
Hijo de Joseph Gärtner y de Eva Maria Wagner. Estudió Derecho en 1750 y obtuvo el doctorado de Medicina en 1753 en la Universidad de Tübingen.
Enseñó anatomía en Tübingen de 1761 a 1768 sucediendo en su puesto a Albrecht von Haller (1708-1777). Después como profesor de Botánica y de Historia Natural en San Petersburgo a partir de 1768.
En 1770, dirige el jardín botánico y las colecciones de historia natural.
Nombrado miembro de la Royal Society, en 1761, y de la Academia de las Ciencias de San Petersburgo.
Es el autor de De ructibus et siminibus plantarum (1788-1791), donde la Baeckea imbricata fue descrita formalmente por primera vez, y a continuación escribió Supplementum carpologiae (1805-1807).
Se le considera como el fundador de la carpología.
Viajó a través de Europa, haciendo hincapié en Montpellier, donde conoció a François Boissier de Sauvages de Lacroix (1706-1767), en Londres donde reencontró a Philip Miller (1691-1771) y a William Hudson (1730-1793), y en Leiden donde estudió con Adriaan van Royen (1704-1779), director del jardín botánico de la ciudad.
Su hijo fue el médico y botánico Karl Friedrich von Gärtner (1772-1850).

## Honores
Los géneros Gaertnera de tres familias
- (Campanulaceae) Gaertnera Retz. 1789
- (Malpighiaceae) Gaertnera Schreb. 1791
- (Rubiaceae) Gaertnera Lam. 1791

fueron nombrados en su honor.

## Obras
- De fructibus et seminibus plantarum. 2 Vol. (Stuttgart, Tübingen 1789 - 1791) Contiene una descripción detallada de frutas y semillas de unas 1.000 especies de plantas.

- La abreviatura «Gaertn.» se emplea para indicar a Joseph Gärtner como autoridad en la descripción y clasificación científica de los vegetales.[1]